# Roland Riz
Roland Riz (Bozen, 1927) és un polític i jurista sudtirolès. El 1948 es llicencià en dret a la Universitat de Milà i ha ensenyat dret penal a la Universitat de Mòdena i Reggio Emilia i a la Universitat de Pàdua, i dret comparat a la Universitat Pontifícia Lateranenca de Roma. També ha ensenyat a Innsbruck (Tirol).
Simultàniament ha estat membre del Südtiroler Volkspartei (SVP), partit amb el qual ha estat vicealcalde de Bozen el 1957. A les eleccions legislatives italianes de 1958 fou escollit diputat, càrrec que va ocupar fins a les eleccions de 1987, quan fou escollit senador, càrrec que ocupà fins al 1996. També ha estat obmann del SVP el 1991-1992.
| Precedit per: Silvius Magnago | Obmann del SVP 1991 - 1992 | Succeït per: Siegfried Brugger |